# Базилика на холме
Базилика на холме, базилика на горе — базилика в древнегреческом городе Херсонес Таврический, построенная, по предположениям историков, в первой половине VI века. Объект культурного наследия федерального значения.

## Краткое описание
Эта трёхнефная базилика с пятигранной апсидой была одним из крупнейших и наиболее пышно украшенных храмов Херсонеса. Базилика была сооружена на месте позднеантичной усадьбы или гончарной мастерской. Комплекс зданий Базилики на холме был разрушен в 988—989 годах, во время похода князя Владимира Великого на Херсонес.
На месте разрушенного храма был воздвигнут другой, несколько меньших размеров. Некоторые историки отождествляют Базилику на холме с летописной «Церковью на горе», о которой упоминают в «Повесть временных лет». По летописи Церковь на горе поставил в Херсонесе князь Владимир.
Возле базилики существовало кладбище. По особенностям погребального обряда, ученые определили, что здесь были похоронены русские воины и варяги из дружины князя Владимира, которые погибли при осаде Херсонеса. Базилика была открыта в 1890 году во время раскопок К. К. Косцюшко-Валюжинича. В 1973 — 1984 годах С. А. Беляев провел новые исследования базилики..
Объект культурного наследия  Объект культурного наследия народов РФ федерального значения. Рег. № 921610336350336 (ЕГРОКН). Объект № 9230057025 (БД Викигида)